# 耿棚镇
耿棚镇，是中华人民共和国安徽省阜阳市颍上县下辖的一个乡镇级行政单位。

## 行政区划
耿棚镇下辖以下地区：
刘园社区、双桥社区、罗桥村、卞庄村、耿棚村、万庄村、十字沟村、李庙村、淮北村、韩庄村、潘庄村、大徐村、徐楼村、大店村、新店村、灵台村、大滕村、林庄村、孙庄村和罗庄村。